# Стукач (фільм, 1962)
«Стукач» (фр. Le Doulos) — франко-італійський кінофільм 1962 року, знятий режисером Жаном-П'єром Мельвілем за мотивами роману П'єра Лесу. Головну роль виконав Жан-Поль Бельмондо.

## Сюжет
Два найкращих друга Сільєна знаходяться по різні сторони закону, Моріс — злодій, а Клен — поліцейський комісар. Сільєн періодично допомагає то одному, то іншому, будучи одночасно злочинцем і поліцейським інформатором. Правда, вічно це продовжуватись не може. Моріс, після вдалого пограбування і вбивства свого спільника, сховав пістолет і вкрадені дорогоцінності, приходить до нього і пропонує взяти участь в новій крупній справі. Сільєну доведеться зробити важкий вибір…

## У ролях
- Жан-Поль Бельмондо — Сільєн
- Серж Реджані — Моріс Фогель
- Жан Десайї — Клен
- Рене Лефевр — Жільбер
- Марсель Кювельє — інспектор
- Філіпп Марш — Жан
- Карл Штюдер — епізод
- Крістіан Люд — епізод
- Фаб'єн Далі — Фаб'єн
- Жак Леонар — епізод
- Філіпп Наон — Ремі
- Моніка Хеннессі — Тереза
- Шарль Байяр — епізод
- Данієль Кроем — епізод
- Шарль Буйо — бармен
- Мішель Пікколі — епізод
- Робер Блом — бармен
- Фолькер Шлендорф — епізод
- Домінік Зарді — епізод
- Андрес — епізод
- Жорж Селльє — бармен

## Знімальна група
- Режисер — Жан-П'єр Мельвіль
- Сценарист — Жан-П'єр Мельвіль
- Оператор — Ніколя Ейє
- Композитори — Жак Лусьє, Поль Місракі
- Художник — Данієль Гере
- Продюсери — Жорж де Борежар, Карло Понті